# Oberflächenregel
Die Oberflächenregel befasst sich mit dem Stoffwechsel von Tieren und wurde 1893 von Max Rubner aufgestellt.
Sie besagt, dass die spezifische Stoffwechselrate (Stoffverbrauch pro kg Körpergewicht) mit abnehmender Körpergröße der Tiere zunimmt. Demnach brauchen große Tiere weniger Energie pro Kilogramm Körpergewicht als kleinere. Wird der Energieverbrauch aber pro Einheit Körperoberfläche berechnet, so erweist er sich als annähernd konstant. Die Oberfläche zweier geometrisch ähnlicher Körper kann als ⅔-Potenz des Gewichts multipliziert mit einer Konstanten ausgedrückt werden.
Die Oberflächenregel besagt demzufolge, dass der Stoffwechsel eines Tieres der ⅔-Potenz des Gewichts eines Tieres proportional ist. Die Oberflächenregel soll nicht nur (annähernd) für Homöotherme, sondern auch für poikilotherme Wirbeltiere, Wirbellose und auch für Einzeller gelten.
Allerdings gilt die Oberflächenregel heute als einseitige Erklärung. Berücksichtigt werden muss z. B. auch das Verhalten von Tieren, das sehr unterschiedliche Energieansprüche an den Stoffwechsel stellen kann (z. B. Kolibri vs. Zaunkönig). Sie kann deshalb auch nie exakte Aussagen treffen, sondern gilt nur als grobe Annäherung.
Max Kleiber zeigte, dass der Energieumsatz von 12 verschiedenen Tierarten von der Maus (21 g) bis zum Rind (600 kg) im interspezifischen Vergleich eher einer ¾-Potenz (0,75) folgt, als einer ⅔-Potenz (0,66). Der von ihm errechnete Wert betrug 0,739, wurde aber auf 0,75 aufgerundet. Weitere Untersuchungen haben gezeigt, dass bei Säugetieren ein Exponent von 0,71 angenommen werden muss. Es gilt demnach
{\displaystyle V_{O_{2}}=a\cdot M^{0,71}}
- {\displaystyle V_{O_{2}}}: Sauerstoffverbrauch als Maß für den Energieumsatz
- {\displaystyle M}: Körpergewicht in kg
- {\displaystyle a}: y-Achsenabschnitt, d. h. der {\displaystyle V_{O_{2}}}-Wert bei einem Körpergewicht von 1 kg

Siehe auch: Bergmannsche Regel